# 10691 Sans
10691 Sans eller 1981 EJ19 är en asteroid i huvudbältet som upptäcktes den 2 mars 1981 av den amerikanska astronomen Schelte J. Bus vid Siding Spring-observatoriet. Den är uppkallad efter Juan Diego Sans.
Asteroiden har en diameter på ungefär 9 kilometer och den tillhör asteroidgruppen Themis.